# Cultura de La Tène
La cultura de La Tène es una cultura perteneciente a la Edad del Hierro, también conocida como Edad del Hierro II. 
Es una cultura mayoritariamente celta, cuyo núcleo está en los Alpes, aunque en su apogeo terminará por extenderse por el centro de Europa, Francia, oeste de la península ibérica, islas británicas y parte del este de Europa.
Esta civilización posee dos tipos de asentamientos:
- Fortificados, con un baluarte de piedras, rodeados por un foso. En su interior hay casas de madera, de planta rectangular.
- Hábitat rural: son pequeñas aglomeraciones de viviendas de madera, tanto de planta rectangular como cuadrangular. Son comunes los asentamientos en valles.

En el período final de esta cultura, el hábitat característico será el oppidum, que son auténticas fortalezas, según Julio César. Estos oppida se situaban cerca de yacimientos de materias primas o en vías comerciales, y eran un auténtico centro económico.
Con respecto a las necrópolis, son bastante comunes los enterramientos con carros de dos ruedas, y también los vasos cerámicos de procedencias griega y etrusca. 
En los ajuares masculinos predominan las armas, mientras que en ajuares femeninos lo normal son adornos y aderezos para el vestido.
El rito funerario durante los siglos IV y III a. C. es de inhumación sin túmulo mayoritariamente, mientras que en el siglo II a. C. aumenta el rito de  incineración.

## Periodización de La Tène
En 1885, el alemán Otto Tischler (1843-1891) ―sobre la base de la evolución de espadas, puñales y fíbulas― divide el período de Hallstatt en 2, y el de La Téne en 3.
En 1902, Paul Reinecke (1872-1958) lleva a cabo una periodización, hoy considerada clásica: sitúa a los grupos transicionales (grupos humanos que introducen la cremación) en la Edad del Bronce, estableciendo 4 períodos del Hallstatt (A, B, C, D). Los dos primeros corresponden al Bronce Final y el resto a la I Edad del Hierro. Se aprecia esa continuidad en el desarrollo de Hallstatt en esta nueva periodización.
El siguiente paso sería La Tène, con el sueco Hans Hildebrand (1842-1913) como protagonista, quien divide La Tène en 3 períodos (hoy en día se dividen en 4).
La utilización del yacimiento epónimo (La Téne) para extrapolarlo a toda una cultura ocasiona dificultades. De estas 4 fases, en La Téne (el yacimiento epónimo) no existe la fase A, sino en otros.
Finalmente nos encontramos con el estadounidense Peter  S. Wells (1948-), que divide La Tène en 4 períodos:
- La Tène A: 475-400 a. C.
- La Tène B: 400-275 a. C.
- La Tène C: 275-130 a. C.
- La Tène D: 130-18 a. C.

## Historia

### La Tène A. 475-400a.C.
Los principados hallstatticos declinan, desaparecen los grandes asentamientos y van apareciendo cada vez menos túmulos principescos. Vuelven las aldeas tradicionales. Estos individuos emprendedores se dedican ahora al pillaje y a la colonización. Al sur de Francia y en la zona entre el Rin y el Mosela se verá surgir un nuevo protagonismo. Aumenta la demografía en el siglo V a. C. Surgen extensas necrópolis, frecuentes elementos de estatus, en especial los vistos en periodos anteriores: carros, juegos de bebida y armas.
Importancia entendida desde distintas visiones. Primero se pensó en el concepto de principados que se extienden a las zonas más occidentales, evolucionando por el contacto. Por otro lado se piensa en el área de La Tène y el contacto mediterráneo, Italia y Grecia. Los productos llegarían con retraso, están más al norte, y por eso evolucionan más tarde. No obstante, parece que las causas han de buscarse en circunstancias internas. En esta zona se ve una concentración en áreas ricas en hierro. Este nuevo metal se aplica a la producción agrícola, aumentando la productividad. La mayor complejidad social llevaría a una concentración de poder. 
Lo que más varía en este momento son las tipologías, no tanto los objetos. Aparece un modelo de armas singular, la espada de La Tène. Espada de 70 cm de hoja, propia de combates aislados, ineficaces en la formación cerrada. También se ven puñales de empuñadura antropoide, en tumbas más ricas.

### La época de las invasiones. La Tène B (400-275a.C.) y La Tène C (275-130a.C.)
En el 400, aparecen las invasiones célticas, el rasgo más definitorio de este período. Son expediciones de indoeuropeos que se dirigen desde el norte hacia el mar Mediterráneo. Son mencionados por escritores clásicos. Llegan a saquear Roma (en la península itálica) y el santuario de Delfos (en Grecia), asentándose algunos en el Reino gálata (en la costa del mar Negro, en la actual Turquía). No hay que pensar siempre en un carácter militar.
En la actualidad se conoce los nombres de los invasores por los textos. También se sabe su origen por su cultura material. Procedían del este de Francia y el sur de Alemania.
No hay unanimidad en cuanto a fechas.
El historiador romano Tito Livio (59 a. C. - 17 d. C.) los ubica en el siglo VI a. C..
El escritor y militar romano Plinio el Viejo (23-79), en su Historia natural, los ubica entre el siglo V y el siglo IV a. C..
Sin embargo, ni la lingüística ni la arqueología corroboran estas fechas, sino que indican que eran más recientes.
Pompeyo Trogo habla de una disensión interna causante de esta migración, calculando en 300 000 los desplazados.
En la primera expedición, en el año 390 a. C., saquean Roma.
Después se retiran a Panonia (al sur del río Danubio).
Existen pruebas arqueológicas de su presencia en las necrópolis de la Etruria padana (en el norte de la península italiana) y de los montes Apeninos.
La región de Celsina (en la actual Bulgaria) pasa a llamarse Bononia. Más al este están Hungría y Yugoslavia del 400 a. C., sobre todo entre el 300-200 a. C. En el siglo siguiente llegan a Bulgaria y de ahí pasan a Grecia y saquean la ciudad de Delfos. Un año después se instalan en Asia Menor (en la actual Turquía), convirtiéndose en los llamados gálatas.
La disensión, según Pompeyo Trogo se debería a la presión demográfica y el intento de solucionarla a corto plazo. No se intensifica la producción sino que se exporta un excedente de población.
El estadounidense Peter Wells (1948-) ―fijándose en la procedencia de los invasores, con mayor influencia griega en el siglo VI-siglo V a. C.― considera que las incursiones se explican por la interrupción de las relaciones comerciales. A principios del siglo V a. C. el comercio cesa. La causa debió ser, según este, el establecimiento en el 520 de Adria y Spina. Se fundan para abrir las tierras de los Alpes. El valle del Po estaba más cercano que la colonia de Massalia (actual Marsella). El traslado era más barato y rápido. Además son épocas de rivalidades entre etruscos, cartagineses y griegos. Esta interrupción de relaciones debió ser catastrófica para aquellos emprendedores. Pierden su prestigio y poder al no controlar ya el comercio de lujo. Algunos individuos pensaron en organizar bandas de guerreros para, de nuevo, conseguir esos productos mediterráneos.
Las incursiones parecen ser llevadas por hordas guerreras. Las ciudades en la península italiana están prosperando y representan un botín deseable. Es difícil distinguir por la arqueología si fueron hombres armados o grupos inmigrantes. Podrían ser incursiones de guerreros como significado de migración tribal. Se enriquecían y volvían o se asentaban en las nuevas tierras. Algunos al norte de Italia. Las fortunas se hacían mediante incursiones, no comerciando. En la zona de Hungría no puede hablarse de grandes fortunas. Las incursiones en Grecia no dejan muchas huellas tampoco. Sin embargo se establecerían en Panonia (Hungría), Britania (Inglaterra) y Anatolia (Turquía) lo que demuestra que habían alcanzado un excedente poblacional importante para empujar a varios pueblos o nutridos segmentos de estos a buscar nuevos territorios más fértiles, o menos disputados, como lo harían casi mil años después los germanos y eslavos en el llamado período de las grandes migraciones.

#### Cultura material
Hay cierta uniformidad en cultura material en el continente. Enterramientos y objetos enterrados. Patente en las armas de tumbas masculinas. El hierro es más común. El 75 % de las tumbas incluyen largas espadas y puntas de hierro de lanzas. También restos de escudos e, incluso, cascos. El hierro iba desplazando al bronce, pero sigue empleándose, sobre todo, para objetos de lujo (fíbulas y brazaletes). Poco se sabe de cerámicas porque la mayoría de elementos son metálicos. Sí se conoce que empieza a generalizarse en Europa central el torno de alfarero. Por esto, la calidad de productos, menos los de hierro, declina. Además no existen centros productores o comerciales.

#### Poblados
Son comunidades autosuficientes a un nivel local. Se aprecian cambios en los modelos de habitación. En el III es en lugares abiertos. Radovesice es el posible modelo en la región de Bohemia. De dos a cuatro aldeas con una población de entre 30 y 80 personas. Paisaje marcado por la proliferación de asentamientos rurales. Clasificación de Waldhausen que distingue granjas agrícolo-pastoriles y aldeas con actividades artesanales y de transformación de alimentos. En la zona norte se ha visto que el artesanado local es bastante frecuente y difícil encontrar sus productos fuera del área local.
Dürrnberg es otro posible modelo de comunidad de la época en zona austríaca, bastante peculiar por ser el continuador del hábitat por parte de las gentes del poblado de Hallstatt.

#### Enterramientos
La distribución de las tumbas es parecida a la de las de fase inicial del hierro. Casi todas contienen pocos objetos. Las tumbas más ricas sólo tenían unas docenas de objetos, pobre en comparación de las del Hallstatt D, y con pocos objetos exclusivos. Las pocas excepciones son de principios de la II Edad del Hierro. La única tumba rica es una en la que encontramos un collar de oro, pareja de brazaletes, una sítula de bronce de Italia y algunos elementos decorativos de bronce de un carro de dos ruedas. Otro lugar nos muestra una tumba excepcional, la 44/2. Sólo tiene dos brazaletes de oro, otros adornos de oro, una espada de hierro, dos puntas de lanza de hierro, una sítula, un casco de bronce, una kilix de cerámica ática y elementos de hierro de un carro.
El incremento de armas puede representar la importancia de la guerra en la sociedad. Pero no hay que olvidar la posibilidad de significados problemáticos. Hay una tendencia a la homogeneidad en la distribución de las tumbas, coincidiendo con un nuevo ritual funerario, las inhumaciones. Estos túmulos son diferentes en tamaño y profundidad. No se genera la misma riqueza y de ahí que no se encuentren tantos metales preciosos. Se han encontrado pocos depósitos metálicos. El más importante es el de Duchou, con un caldero de bronce junto a 200 objetos también de bronce, de finales del IV. Se puede definir esta sociedad como guerrera. Los libres consiguen bienes de las razzias y hay una jerarquía basada en jefaturas locales.
Los cementerios han aportado mucha información sobre la sociedad. Del III al IV en el norte de Bohemia se calculan unos 30 000 hombres. A la cabeza hombres con ajuares guerreros. Sociedad por tanto con aristocracia guerrera sobre una amplia base de civiles.

### La Tène D. (130-18a.C.)
Se producen unos acontecimientos que preludian su entrada en el Imperio romano. La más característica son las primeras ciudades de la Europa Templada o poblados protourbanos (oppida). Por toda la Europa llamada céltica y no solo se desarrollan actividades productivas sino también la manufactura y el artesanado. Se desarrollan amplias actividades comerciales, aparecen elementos característicos de un mundo más civilizado: escritura y moneda entre otros. A finales del II se producen cambios significativos. Del poblamiento disperso de carácter rural se pasa a núcleos fortificados con diseño urbano. Son conocidos como oppida por Julio César en su guerra de las Galias. Oppidum es señalado como esos núcleos conocidos en las Galias entre el 58-50 a. C. Ahora se aplica a todos ellos en general en las centurias inmediatamente posteriores al cambio de era. Va del centro de Francia a Hungría.

#### De los Hill Forts a los oppida
En algunos casos se ha insistido en que no existe hiato entre los Hill Forts y oppida. Sería entonces un proceso continuo. Wells justifica su aparición en el artesanado y el mercado. Sería un proceso sin fisuras con la etapa anterior. Estas comunidades se forman por la misma razón que las ciudades comerciales antiguas, para aumentar su producción y poder importar. Sus rasgos comunes hacen pensar que recibieron el mismo estímulo y tuvieron las mismas necesidades. Los oppida crecieron y la riqueza atrajo más gente todavía, a cambio de producir muchos objetos para el comercio, las gentes recibirían parte de las importaciones (como son las joyas de bronce o brazaletes de hierro). Cuanta más gente llegaba para desarrollar actividades productivas se necesitaba gente que si se dedicase a la producción alimenticia. Las innovaciones técnicas facilitan las labores, como son la mejor de molienda de trigo por un nuevo molino. Todo ello permite que más gente se alimentase aún con menos productores de alimentos. Wells termina con otro factor, crecimiento de comercio de esclavos con romanos. Impulsaría razzias que darían inseguridad en los territorios, por eso la gente se agregaría a los oppida, abandonando aldeas.

#### Centralización o urbanización del campo
Otros piensan en un mundo no tan lineal. En grandes áreas el nacimiento de los oppida es una novedad. No todos piensan lo mismo: unos piensan en un proceso de centralización de áreas rurales densamente pobladas en las que se fusionan los núcleos y los que consideran que son nuevas fundaciones, resultado de una acción consciente que quiere urbanizar el campo. Entre los que piensan en la centralización están Collis y Champion. Collis, aún valorando el sinecismo, considera básicos los motivos de  defensa que justifican su construcción debido a la inestabilidad social. En algunos grupos la aparición de los oppida es tardía y por eso sería efecto de una debilidad social y económica. Cahmpion piensa que 3 hechos lo fuerzan, presión demográfica, complejidad económica y competencia agresiva.
Otros pensaban que su necesidad es debido a una idea consciente. Para ellos es el nacimiento de las ciudades de Centroeuropa, urbanización del campo. A esta idea oppida=ciudad se niegan muchos al no tratarse de ciudades de modelo mediterráneo. 

#### Una Europa rural
Frente a los oppida mayores esta Europa no era urbana sino preeminentemente rural. Los oppida eran excepcionales. Sólo unos pocos viven en ellos; los mayores, como Manching o Bibracte, tienen unos 2000 o 3000 habitantes. La mayoría viven en granjas y pueblos de menos de 100 personas. Algunos eran simples granjas familiares y otros aldeas pequeñas de unas 20 personas. Generalmente carece de defensas y se dedicaban a producir el sustento cotidiano. La mayoría producen su propia cultura material, sin depender de los oppida. Son materiales parecidos a los de los grandes poblados. También acuñan monedas. Poseen unas viviendas rectangulares de 150 m² con poste central vertical.

#### Innovaciones
Se producen innovaciones técnicas: introducción de la reja de hierro en el arado, palas de hierro y la guadaña. Contamos con el testimonio de Posidonio sobre los alimentos, habla de la riqueza agrícola y de mucha productividad. Según Estrabón, destacan las piaras de cerdos y el ganado. Producen mucha leche, carne y queso. Ateneo indica que impresiona la cantidad de comida que consumen, señalando el pescado y el vinagre entre otros productos. También junto a Diodoro Sículo nos cuentan la afición por la cerveza y el hidromiel. Los clásicos nos relatan la importancia del comercio del vino, bebida que ya fue importante, la preferida por la élite. A su vez, remarcan la forma incivilizada de beber vino porque lo bebían en abundancia y sin mezclar con agua, pues podía conducir a la locura. Son restos de un etnocentrismo griego.
Un gran cambio fue la incorporación de la reja de hierro que permitía profundizar más y arar más tierra. La guadaña se hace común, haciendo más fácil recolectar cereales. Gran papel el que juega el forraje de las bestias. La estabulación de los grandes rebaños puede estar relacionada con esto.

#### Hierro y cerámica
Los materiales que más información dan son el hierro y la cerámica. En el 200 a. C. hay una gran cantidad de hierro por toda Europa. Empieza a usarse para herramientas e instrumentos especializados. Se utiliza para las más diversas actividades productivas. En este momento hay diversificación y especialización del artesanado. Instrumentos de herreros, carpinteros, trabajo textil, cerámica, agricultura, aseo, cocina, arneses, clavos (para el murus gallicum)… El hierro se trabaja y funde en comunidades grandes y pequeñas. El horno más usual es el redondo, con forma de hoyo excavado con chimenea de cerámica. Puede que algunos metalúrgicos se especializarán en diversos objetos por las grandes diferencias entre los elaborados. Sin embargo, no se confirma, no hay unanimidad y la arqueología no lo respalda. El comercio del hierro se solía hacer con lingotes de doble punta. Se sospecha que pudiesen ser unidades de valor. La distribución no refleja la del hierro, quizás un almacenamiento para más tarde estar disponibles.
La cerámica es otro elemento significativo. Vemos una uniformidad de tipologías en los 4 grupos encontrados en Manching. Está hecha por especialistas para toda la comunidad.

#### Economía monetaria incipiente
Se introduce una economía monetaria por una posible mayor interacción con Roma y la complejidad de la economía local. No hay fuentes escritas del comienzo de las relaciones con Roma. La arqueología muestra que es en el II a. C. con el dominio romano del norte italiano. Testimonio de ello son: primeras ánforas viniarias de mediados del II. Abundante es en Francia, evidenciando la facilidad del transporte fluvial por el Ródano. Aunque hay menos al Este, no quiere decir que llegue menor vino itálico sino que este camino requiere recipientes más ligeros, mencionados por Estrabón como los pellejos.
Hay muchas vasijas de bronce a principios del siglo I a. C. Distribución más o menos uniforme. En tierras altas de Centroeuropa, el sur de la llanura europea, entre el Sena interior y los Alpes. Cerámicas campanienses del siglo II a. C.. Las principales importaciones serían materiales perecederos. Un ejemplo el vino. Es difícil de rastrear pero más aún lo exportado a Italia. Hay huellas indirectas como en el 120 a. C. en Magdalensberg, que establece un pacto comercial con Roma. Nos encontramos con cientos de inscripciones en yeso en las paredes de las bodegas utilizadas por los mercaderes. Se leen las mercancías ((herramientas y vasijas de metal), ciudades (Apuleya, Roma y Bolonia), las cantidades y las fechas de transacciones. Son fechas distintas al año, lo que nos da una visión de un comercio a lo largo del año.
Lo más requerido por los romanos es el hierro. Tienen un ejército que necesita este material para los pertrechos militares. Otros elementos para la construcción en los campamentos castrenses. Importancia de la piel en la confección de uniformes, tiendas, sandalias, correas… Estrabón también nos cuenta de la importancia del esclavismo romano y su compra. Se utilizarán vías fluviales en barcazas a través del Ródano. En cuanto a los Alpes, Estrabón de los mismos transportes y de carros. Diodoro Sículo señala los carros y en sitios impracticables debemos imaginar el uso de bestias de carga.
La moneda se acuñará de forma regular del siglo II al siglo I a. C. Los centroeuropeos la conocen al trabajar como mercenarios. Se dan cuenta de sus ventajas y la acaban adoptando. Como modelo se toma el estatero macedonio. Cuando más circula es del 120 hasta la conquista romana. A diferencia de las acuñaciones celtíberas no lleva una leyenda con el nombre de la ceca por lo que se identifica por la iconografía. Hay que tener en cuenta también su zona de dispersión, en especial con las de menor valor pues las de mayor valor pueden utilizarse para grandes transacciones. Los patrones monetales son al sur el rhode y al norte la dracma. Otra moneda de plata también servirá, el denadiodenario. La moneda es poca y circula poco. No es una economía monetaria en sí, la moneda es una forma de acumular riqueza. Se encuentran muchos depósitos monetales por esta época, planteándonos problemas. Hay diversas interpretaciones, puede ser tomado como objeto votivo o como un enterramiento para guardarlo en épocas de peligro. Hay diferencias con los del bronce final pues hay herramientas de metales preciosos y monedas. De aquí proceden la mayoría de monedas de esta zona. La moneda sustituirá la función del lingote.

#### Sociedad
Las necrópolis, los textos y los asentamientos nos dan una idea de la organización social. Nos acerca a grupos étnicos definidos. En el s. II a. C. las riquezas materiales se encuentran en tumbas de formas más o menos iguales. Pocas son muy ricas. A partir del II hay cambios en el ritual, la inhumación es sustituida por la cremación. Está hecha en hoyo practicado en el suelo. Pocos objetos son encontrados en las tumbas por eso. En el I las inhumaciones cada vez son más escasas. La mayoría de Europa central no aporta necrópolis sino grupos aislados de tumbas. No hay necrópolis asociadas a yacimientos. Además estas tumbas de cremación son difíciles de detectar. Algunos de los grandes túmulos de Hallstatt A fueron descubiertos recientemente. Es posible que no se encuentren por la difícil tarea que significa. En Renania y cercanías se aprecian necrópolis pequeñas con escasas diferencias de riqueza.
Los textos clásicos hablan de los diferentes grupos étnicos que tienen una jerarquización explícita. Algunos grupos son dependientes de otros mediante tributos o compromisos políticos o militares. En cada grupo hay una jerarquía interna. Era fácil conseguir riqueza. Algunos pueblos presentan reyes y otros una asamblea de ancianos con un individuo que ejerce la autoridad de forma anual. El componente aristocrático de los dirigentes es muy marcado. A esta élite pertenecen los druidas. La aristocracia tiene un carácter guerrero, posee tierras y ganado y campesinos que tributan. Los guerreros eran libres junto a los artesanos. Después habría un grupo esclavo o dependiente.
Rowlands propone que la organización en clases se desarrollaría con la manipulación de relaciones de parentesco resultando mecanismos de diferenciación de estatus como clientelas al margen de las relaciones parentales. Se producen diferencias entre clases y se distancian las élites con el pueblo. Los pobres eran clientes cada vez más dependientes de la élite, que tiene tierras, riqueza, alianzas dinásticas, orden genealógico y conocimiento ritual. Kristiansen lo denominó sociedades estratificadas, con una fuerte diferenciación económica y social con énfasis en el control de la tierra. Nuevas relaciones de poder. Se consolida el pago de tributos, se formaliza la explotación económica y con un poder militar que les apoya. Sociedad que Rowlands ya llama estatales aunque les falta el desarrollo pleno de una burocracia.